# Аваков, Вениамин Богданович
Ава́ков, Вениами́н Богда́нович (9 июня 1936, Ашхабад, СССР) — советский и российский учёный-физик, главный конструктор корабельных энергетических установок и оборудования на ядерном, органическом и водородном топливе;
- основоположник направления и руководитель работ по созданию первых в мире кассетных прямотрубных парогенераторов ядерных энергетических установок;
- один из основоположников отечественной водородной энергетики и Главный конструктор отечественных (СССР и РФ) корабельных энергетических установок на топливных элементах и химических источниках тока в период с марта 1978 года до ноября 2013 года;
- главный конструктор первого в мире работоспособного корабельного котельного комплекса с высоконапорным прямоточным котлом КВГ-10;
- руководитель многочисленных НИР и ОКР по корабельной энергетике, отраженных в основном в закрытых отчётах (более 80%) и в около 40 открытых источниках;
- обладатель более 70 патентов на изобретения.

## Биография (краткая)
Родился 9 июня 1936 г. в городе Ашхабад Туркменской ССР.
После землетрясения в Ашхабаде в 1948 году переехал к родственникам в Ленинграде. В 1959 г. окончил машиностроительный факультет Ленинградского кораблестроительного института. К. т. н. (1970). После окончания учёбы по распределению поступил на работу в Специальное конструкторское бюро котлостроения, где в 1973 г. был назначен заместителем главного конструктора СКБК по спецэнергетике, затем директором — главным конструктором направления спецэнергетики СКБК. Директор — главный конструктор направления водородной энергетики (НВЭ) ФГУП «ЦНИИ СЭТ», заместитель директора филиала «ЦНИИ СЭТ» Крыловского государственного научного центра (КГНЦ) — главный конструктор НВЭ (2003—2013). Советник заместителя генерального директора КГНЦ — директор филиала «ЦНИИ СЭТ» по водородной энергетике — главный научный сотрудник (2013—2021). Заслуженный ветеран Крыловского государственного научного центра, советник начальника Научно-производственного комплекса водородной энергетики КГНЦ (2021—2024 г.г.).

### Ядерная энергетика (1959—1985)
Выявление причин межконтурной неплотности парогенераторов атомных подводных лодок первого и второго поколений и обеспечение её устранения непосредственно на заказах в период кубинского кризиса в октябре 1962 г. и в период обострения ситуаций на Дальнем Востоке в 1973 г. В обоих случаях успешный результат способствовал решению важных государственных задач с минимальными затратами. Создание в 1964—1967 гг. принципиально нового прямотрубного кассетного парогенератора с многократно увеличенной удельной объемной энергонапряженностью. На Западе аналогичные разработки появились на десятилетие позже. Разработка в 1968—1973 гг. совместно с Н. П. Шамановым первых отечественных безнасосных моноблочных ЯЭУ на естественной циркуляции теплоносителя 1 контура («Альфа») и принудительной циркуляции с помощью пароводяных инжекторов («Бета»). Назначение в 1980 г. приказом министра судостроительной промышленности СССР главным конструктором корабельного всережимного прямоточного высоконапорного котельного комплекса «Напор», создание и сдача комплекса в 1984 г. межведомственной комиссии. Работоспобные аналоги комплекса в мировой практике отсутствуют.

### Водородная энергетика (1978—2024)
Назначение в 1978 г. приказом министра судостроительной промышленности СССР главным конструктором корабельных энергетических установок на топливных элементах и химических источниках тока, создание консорциума из трех десятков специализированных предприятий во главе с СКБК для разработки энергоустановок, разработка в 1985 г. технических проектов четырёх типов ЭУ («Кристалл 10», «Кристалл 20», «Кристалл 30», «Кристалл 40») и создание и успешная сдача межведомственной комиссии в 1991 г. первой отечественной энергоустановки на топливных элементах «Кристалл 20» для боевой МПЛ «Пиранья» разработки СПМБМ «Малахит». Работы в период с 1992 по 2003 гг., включающие разработку технического проекта с изготовлением и демонстрационными испытаниями действующего макетного образца энергоустановки второго поколения («Кристалл 27») для НАПЛ «Лада», разработку концепции развития ЭУ на топливных элементах, определившей в качестве генерального направления — создание главных всережимных ЭУ на топливных с генерацией водорода из органического топлива на борту заказа и использование для НАПЛ низкотемпературных топливных элементов с твердополимерным электролитом. В этот же период начаты работы по энергоустановкам на высокотемпературных топливных элементах для стационарной энергетики, а также энергоустановок на ТЭ для других отраслей военной техники. Переход в ноябре 2003 г. во ФГУП «ЦНИИ СЭТ» вместе с коллективом направления спецэнергетики СКБК с передачей ФГУП «ЦНИИ СЭТ» всего имеющегося задела по энергоустановкам на топливных элементах и функции головного разработчика этих ЭУ. Создание в составе ФГУП «ЦНИИ СЭТ» мощной опытно-производственной базы по водородной энергетике, создание в ходе выполнения федеральных целевых программ научно-технического задела по энергоустановкам на топливных элементах киловаттного и мегаваттного классов и начало практической реализации этого задела.
Один из основателей отечественной водородной энергетики на топливных элементах. Имеет более 70 патентов и авторских свидетельств. Награждён орденом «Знак Почета» (1974 г.) и 6 медалями, а также большим количеством почетных грамот и других наград на уровне министерств, комитетов и предприятий Санкт-Петербурга.